# Conus ebraeus
Cône hébraïque
Espèce
Synonymes
- Conus quadratus Perry, 1811

Statut de conservation UICN

 LC  : Préoccupation mineure
Conus ebraeus, le cône hébraïque, est un mollusque gastéropode marin appartenant à la famille des Conidae.

## Description
- Coquille lourde et large à spire basse fortement érodée. Les derniers tours sont à côtés convexes. L'épaulement est arrondi avec des crêtes spirales remarquables au-dessus de celui-ci. Coquille blanchâtre avec 3 larges bandes de taches carrées noires.
- Taille : 25 à 50 mm.

Cette espèce est visuellement presque indistinguable de Conus judaeus, dont elle diffère surtout par la radula . 

## Galerie

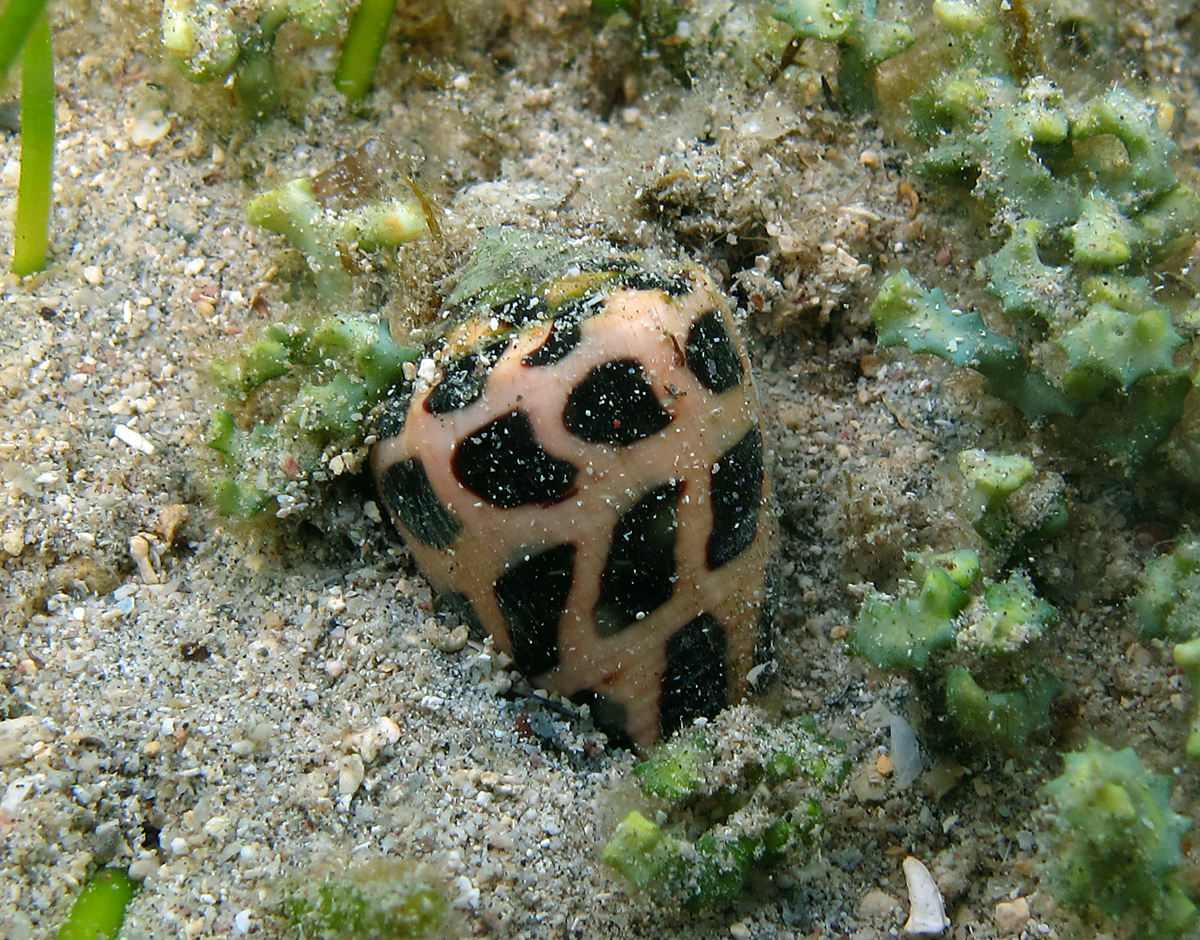
Spécimen vivant à La Réunion
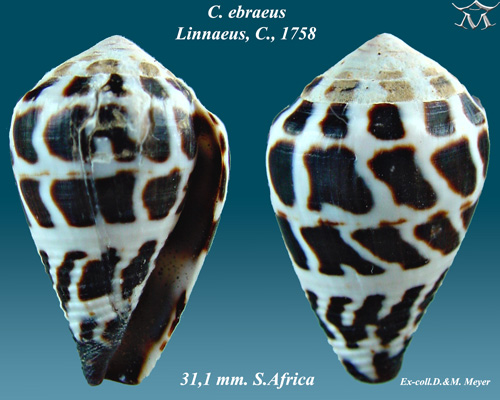
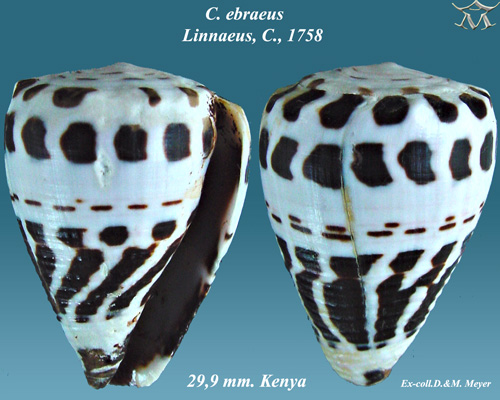
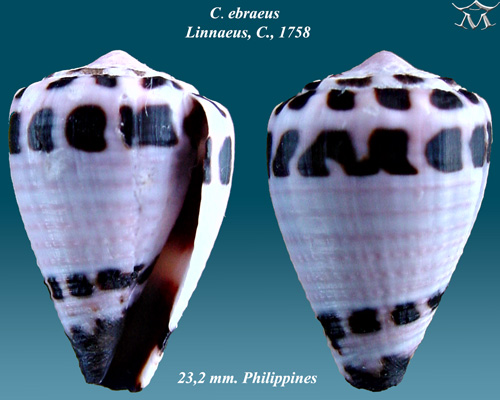
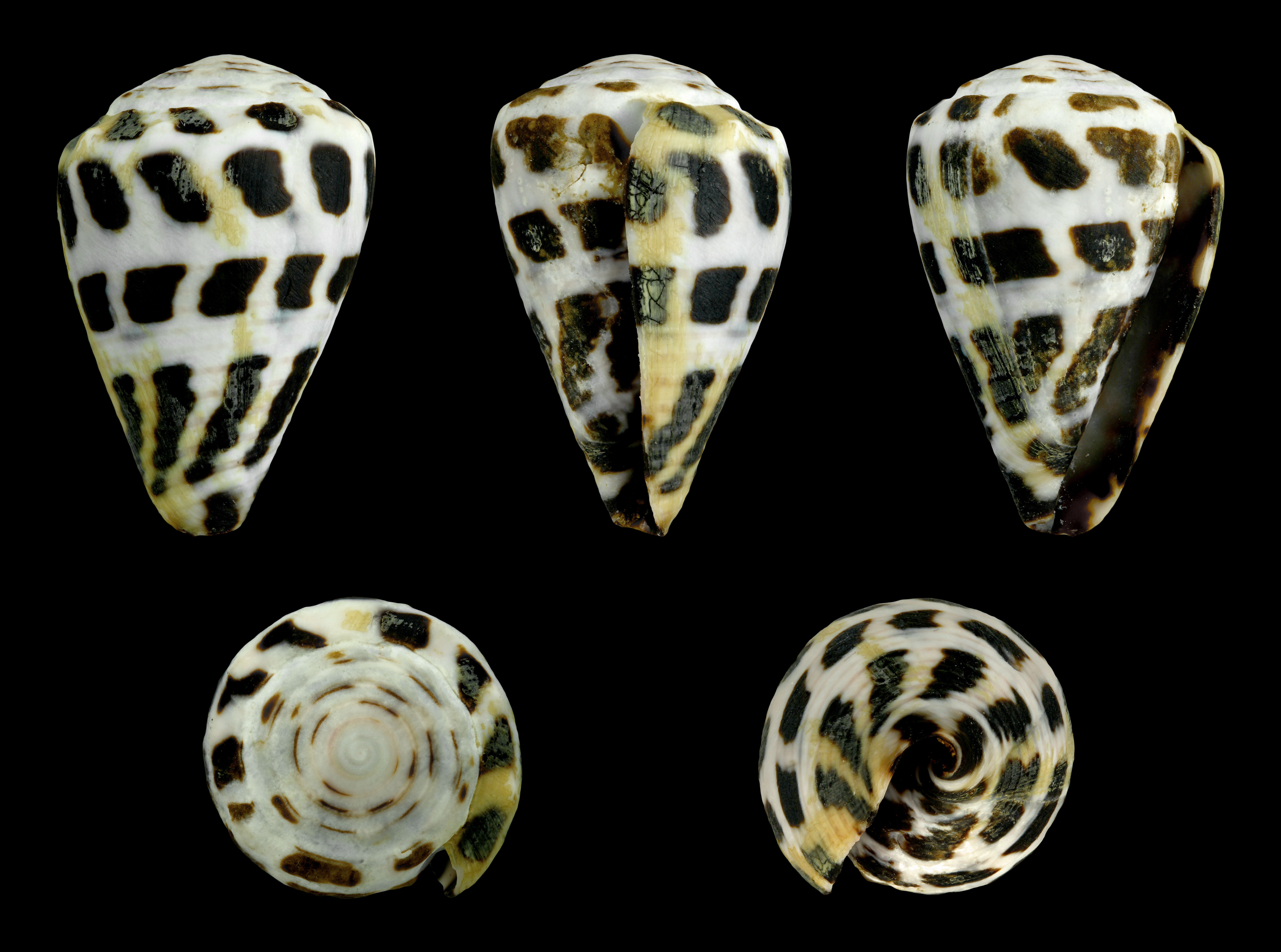

## Répartition
Océan Indien, Pacifique et côte occidentale de l'Amérique du Sud.

## Habitat
Eaux peu profondes.

## Systématique
L'espèce a été décrite par le naturaliste suédois Linné en 1758. Classé par le malacologiste Tom Iredale en 1930 dans le sous-genre Virroconus ; le nom complet est Conus (Virroconus) ebraeus.

### Synonymes
- Conus polyglotta Weinkauff, 1874
- Conus quadratus Perry, 1811